# 리세 루이르그랑

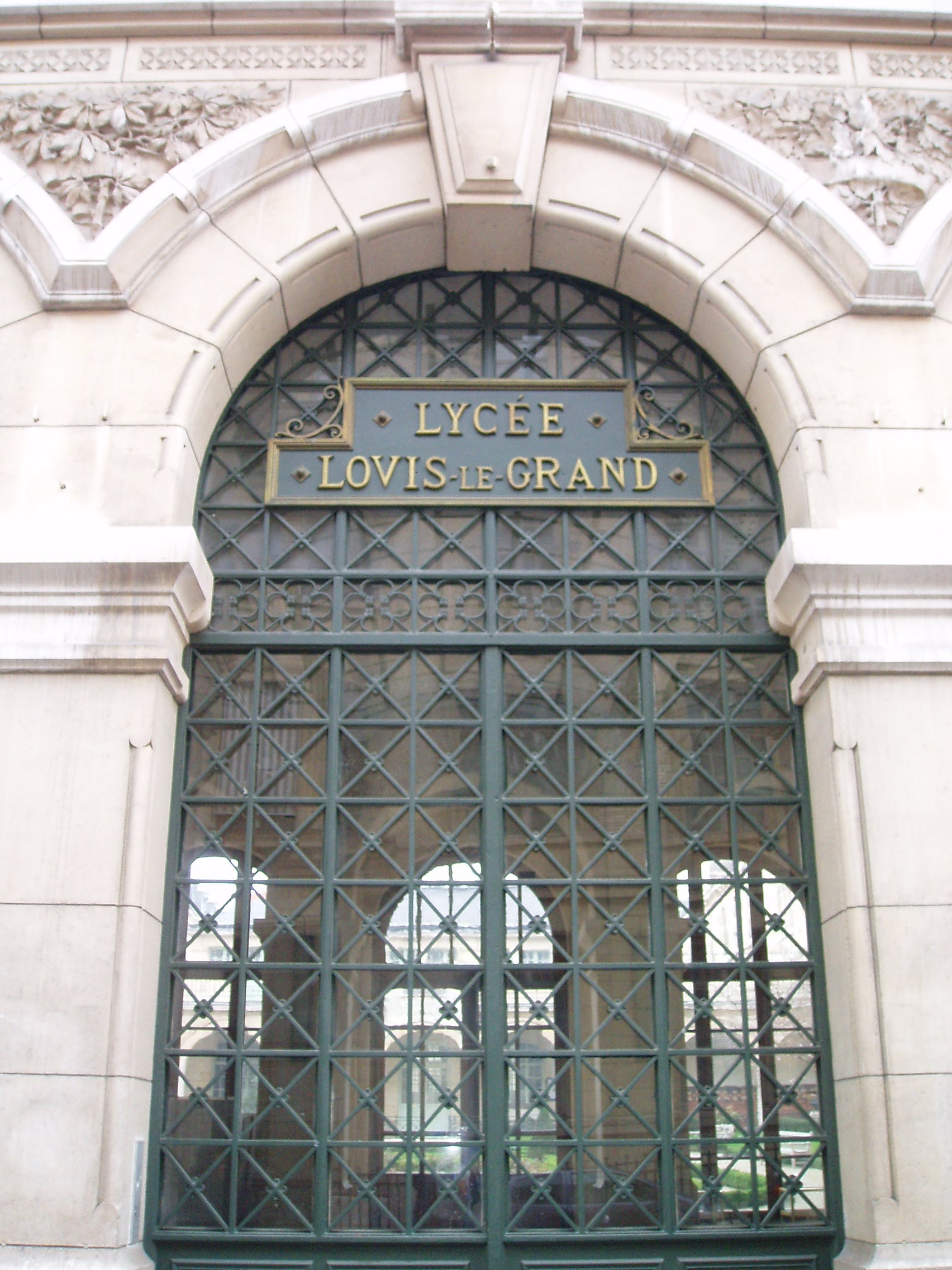
리세 루이르그랑의 정문.

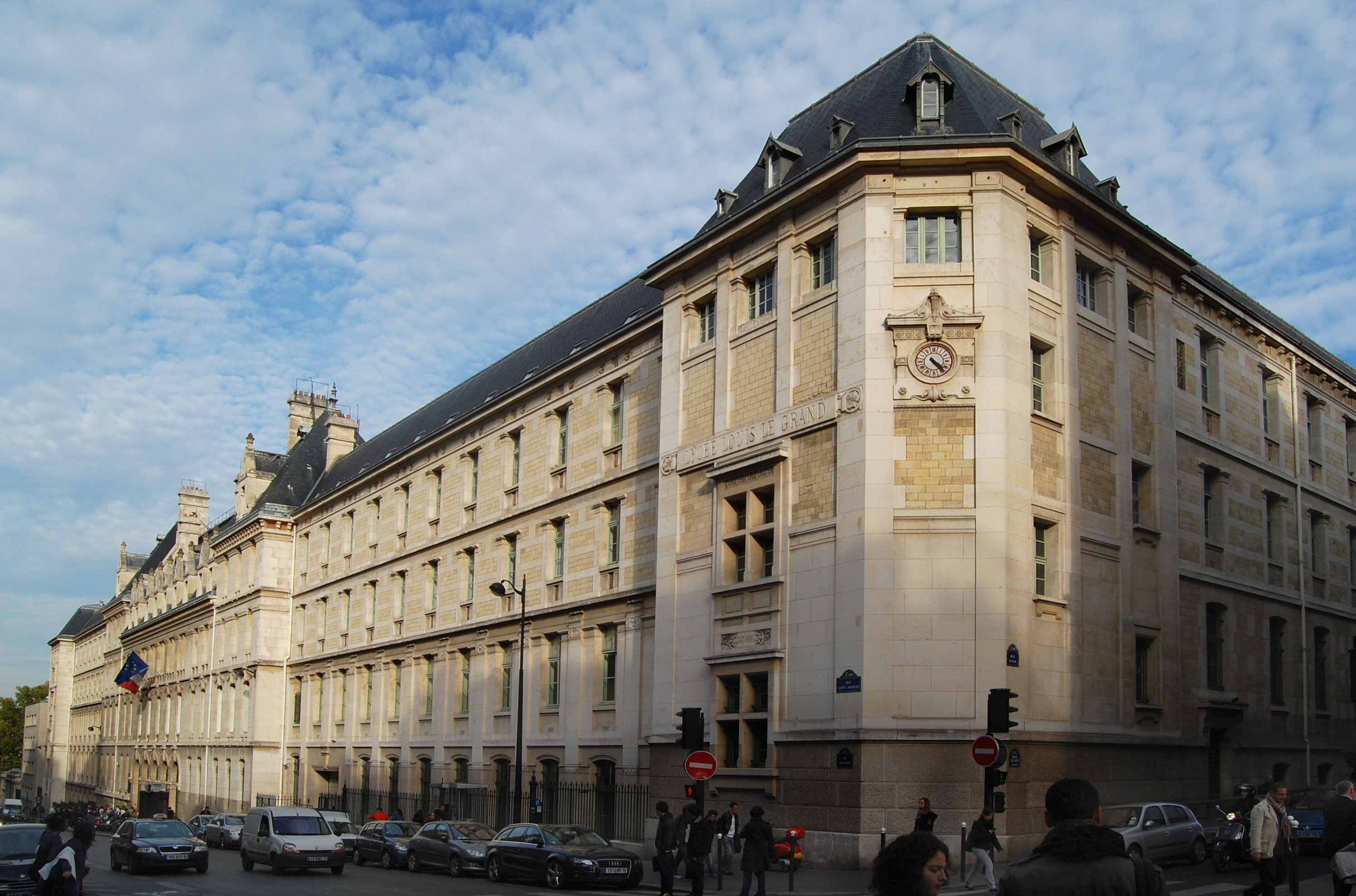
생자크 로(路)를 마주하고 있는 리세 루이르그랑의 외면.

리세 루이르그랑(lycée Louis-le-Grand)은 프랑스의 공립 중등ㆍ고등 교육 기관이다. 구 루테티아 대로, 현 파리 5구 카르티에 라탱 한복판에 있는 생자크 가 123번지에 소재해 있다. 1550년 클레르몽 주교 기욤 뒤 프라의 파리 대저택에 있는 예수회 학교로서 개교한 것에서 알 수 있듯(원 명칭은 콜레주 드 클레르몽), 리세 루이르그랑의 기원은 16세기로 거슬러 올라간다. 1885년부터 1888년까지 재건축되었다.
리세 루이르그랑은 프랑스 제5공화국의 대통령 3명과 총리 9명, 노벨상 수상자 8명을 배출했다.
리세 루이르그랑에 다니는 학생은 '마뇰뤼도비시앵(magnoludoviciens)'이라고 불리며, 학교 기관은 보통 LLG라는 약자로 불린다.

### 졸업생

#### 문인, 철학자
- 도널드 애덤슨
- 알렉상드르 아들뢰르
- 알랭 푸르니에
- 아르망 알베르프티
- 오귀스트 앙젤리에
- 장앙리 아제마
- 술레이만 바시르 디얀
- 샤를 바르바라
- 샤를 바르비에 드 메냐르
- 모리스 바르데슈
- 롤랑 바르트
- 샤를 보들레르
- 에밀 보시르
- 조제프 베디에
- 프레데릭 베그베데
- 알랭 드 브누아
- 로제 베르나르
- 뤼시앵 비앙코
- 마르크 블로크
- 로베르 브라지약
- 피에르 브로솔레트
- 페르디낭 브륀티에르
- 피에르 부르디외
- 폴 부르제
- 외젠 뷔르누
- 미셸 뷔토르
- 앙리 카르누아
- 펠릭스 카스탕
- 르네 카스텔
- 에메 세제르
- 조르주 샤푸티에
- 파트리스 셰로
- 피에르로베르 드 시드빌
- 르네 클레르
- 폴 클로델
- 미셸 쿠르노
- 장루 다바디
- 레옹 도데
- 레지 드브레
- 에바 바루아 드 카이벨
- 에밀 들라브네
- 자크 데리다
- 제롬 데샹
- 드니 디드로
- 모리스 드뤼옹
- Oswald Ducrot
- 조르주 뒤메질
- Auguste Dupouy
- 에밀 뒤르켐
- Claude Esteban
- René Étiemble
- 옥타브 푀이예
- 폴 포르
- 폴 가덴
- 모리스 드 강디약
- 앙투안 장동
- 테오필 고티에
- 조르주 고요
- Jean Guéhenno
- Paul Guth
- 루이 아셰트
- Claude Hagège
- 장바르텔레미 오로
- 빅토르 위고
- Dominique Jamet
- 조제프 카셀
- Henri Laoust
- 발레리 라르보
- Lefranc de Pompignan
- 베르나르 앙리 레비
- 에밀 리트레
- 르네 로트
- Jean-François Lyotard
- Quentin Meillassoux
- Robert Merle
- 모리스 메를로퐁티
- 몰리에르
- 도미니크 프라델
- 샤를 페기
- Bertrand Poirot-Delpech
- 샤를 포레
- 레츠 추기경
- 클로드 리브
- 올리비에 롤랭
- 자클린 드 로미이
- 로맹 롤랑, 1915년 노벨상 수상
- Robert Rumilly
- 사드 후작
- Philippe-Joseph Salazar
- Jean de Santeul
- Léopold Sédar Senghor
- 장 폴 사르트르, 1964년 노벨상 수상
- 피에르앙리 시몽
- 장르네 쉬라토
- 폴 튀프로
- 알베르토 벨라스코
- Joseph Vendryes
- Jean Wahl
- 볼테르
- 오동 발레
- 장 피에르 베르낭

#### 예술가
- Frédéric Auguste Bartholdi
- Pierre Bonnard
- 귀스타브 카유보트
- 에드가 드가
- 외젠 들라크루아
- Claude Domec
- François Flameng
- 테오도르 제리코
- Fabien Lévy
- Georges Méliès
- Jacques Rigaut
- Lucien Simon
- Ludovic-Alexandre Vidal

#### 과학자
- 모리스 알레, 1983년 노벨 경제학상 수상
- Jean Claude Ameisen
- 앙리 베크렐, 1903년 노벨 물리학상 수상
- Jean Becquerel
- Eugène Belgrand
- Jean Bernard
- Irénée-Jules Bienaymé
- Alfred Binet
- 장바티스트 비오
- 장 카바예
- Michel Chasles
- Yves Colin de Verdière
- Paul Desains
- Émile Desvaux
- Charles Ferton
- 에바리스트 갈루아
- Eugène Goblet d'Alviella
- Daniel Gourisse
- Jacques Hadamard
- Félix d'Hérelle
- Charles Hermite
- Soulaymane Kachani
- 로랑 라포르그, 2002년 필즈상 수상
- Gabriel Lamé
- Hervé Le Guyader
- Louis Leprince-Ringuet
- 피에르루이 리옹, 1994년 필즈상 수상
- Benoît Mandelbrot
- Arthur Morin
- Paul Painlevé
- Charles Pellat
- 로랑 슈바르츠, 1950년 필즈상 수상
- Jean-Claude Sikorav
- Georges Skandalis
- 세드리크 빌라니, 2010년 필즈상 수상
- Claude Viterbo
- 에티엔 울프
- 장크리스토프 요코즈, 1994년 필즈상 수상

#### 정치인
- 리다 그리라, 튀니지 장관
- Kamel Ben Naceur, 튀니지 장관
- 폴 비야, 카메룬 공화국 2대 대통령
- 자크 시라크,프랑스 공화국 22대 대통령
- 모리스 쿠브 드 뮈르빌, 3대 프랑스 총리
- 미셸 드브레, 1대 프랑스 총리
- Božidar Đelić, 세르비아 부통령
- 폴 데샤넬, 프랑스 공화국 11대 대통령
- 카미유 데물랭, 프랑스 혁명가
- Charles François Dumouriez, général et ministre des Affaires étrangères
- 로랑 파비위스, 9대 프랑스 총리
- 발레리 지스카르 데스탱, 프랑스 공화국 20대 대통령
- 장 조레스, 1대 프랑스 사회당 총재
- 알랭 쥐페, 15대 프랑스 총리
- 피에르 망데스 프랑스, 126대 프랑스 국회의장
- 피에르 메스메르, 5대 프랑스 총리
- 알렉상드르 밀랑, 프랑스 공화국 12대 대통령
- 밀란 1세, 세르비아 왕
- 니콜라 1세, 몬테네그로 1대 왕
- 모리스 파퐁, ministre du budget[1]
- 알랭 포에르, président de la République française par intérim
- 레몽 푸앵카레, 프랑스 공화국 10대 대통령
- 조르주 퐁피두, 프랑스 공화국 19대 대통령
- 미셸 로카르, 11대 프랑스 총리
- 레오폴 세다르 상고르, 세네갈 공화국 1대 대통령
- 막시밀리앵 드 로베스피에르, 프랑스 혁명가
- 루이 앙투안 드 생쥐스트, 프랑스 혁명가
- Jean-Marie Le Guen, secrétaire d'État chargé des Relations avec le Parlement

#### 기타 동문들
- François Audouze
- François Annat
- Pierre Alviset
- Bernard Barberon
- Philippe Boisse
- Thierry Breton
- Arthur Chassériau
- 앙드레 시트로엥[2]
- Moncef Cheikhrouhou
- André Defline
- Thomas Elek
- Louis Fréron
- Pierre Fitremann
- Gaston Juchet
- Rémy Knafou
- Jacques de Larosière
- Mokhtar Latiri
- Robert Linhart
- Jacques Lusseyran[3]
- André Michelin
- Jean-Charles Naouri
- Cardinal de Retz
- 토마 피케티, 경제학자
- Claude Poullart des Places
- Saint François de Sales
- Frédéric Saint-Geours
- Louis Vallin
- Jacques Vergès
- André Weinfeld
- Kevin Tran

## 같이 보기
- 그랑제콜 준비반
- 프랑스의 교육
- 리세 앙리카트르